# Lamproclytus elegans
Lamproclytus elegans är en skalbaggsart som beskrevs av Fisher 1932. Lamproclytus elegans ingår i släktet Lamproclytus och familjen långhorningar. Inga underarter finns listade i Catalogue of Life.